# Hieronyma jamaicensis
Hieronyma jamaicensis är en emblikaväxtart som beskrevs av Ignatz Urban. Hieronyma jamaicensis ingår i släktet Hieronyma och familjen emblikaväxter.
Artens utbredningsområde är Jamaica. Inga underarter finns listade i Catalogue of Life.